# ジョージ・ビング (第4代トリントン子爵)

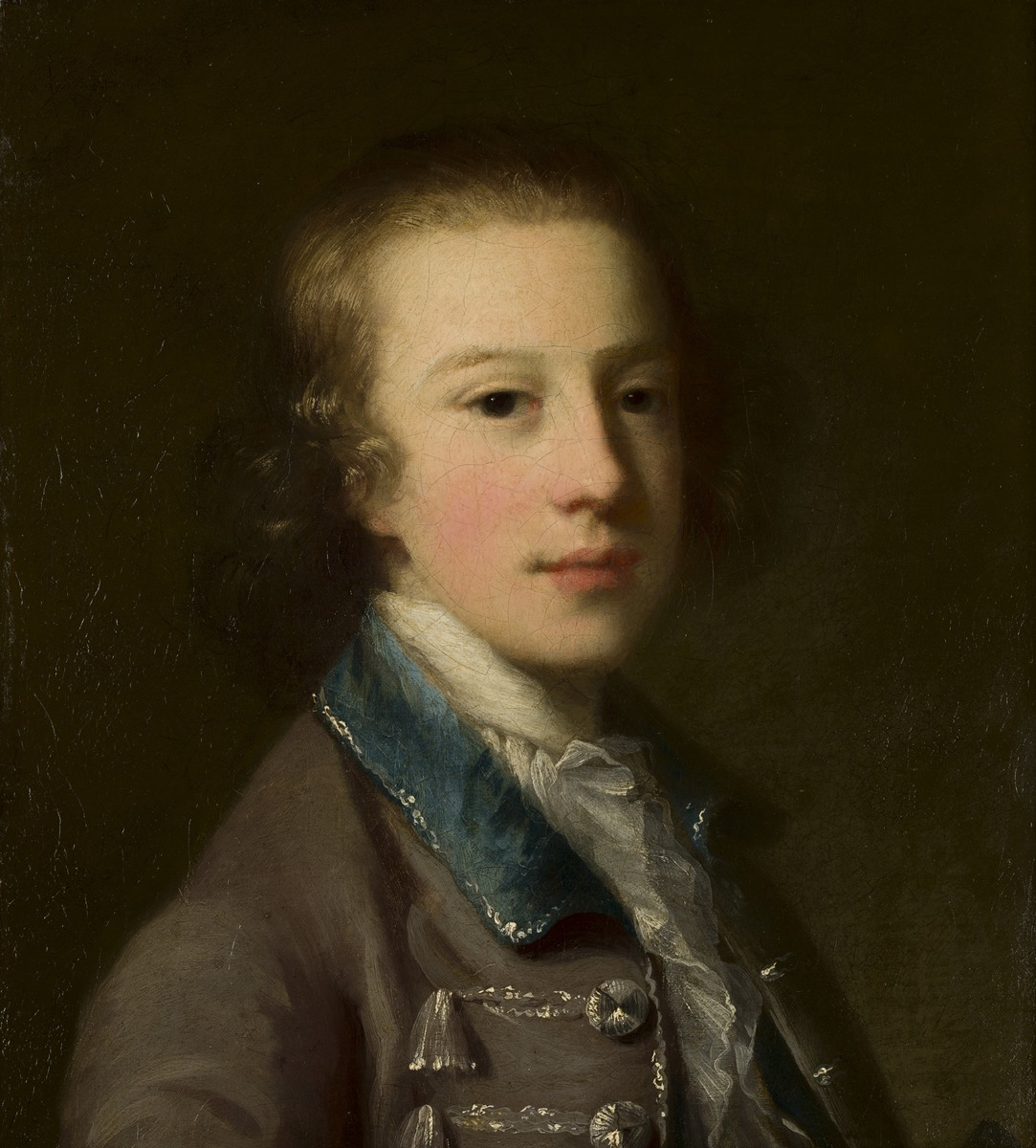
第4代トリントン子爵、ジョン・アストリー画。

第4代トリントン子爵ジョージ・ビング（英語: George Byng, 4th Viscount Torrington、1740年10月11日 – 1812年12月14日）は、イギリスの貴族、外交官。1783年から1792年まで在オーストリア領ネーデルラントイギリス公使を務めた。

## 生涯
第3代トリントン子爵ジョージ・ビングと妻エリザベス（Elizabeth、旧姓ダニエル（Daniel）、1759年3月17日没、ライオネル・ダニエルの娘）の長男として、1740年10月11日に生まれた。1750年4月7日に父が死去すると、トリントン子爵位を継承した。1749年5月よりウェストミンスター・スクールで教育を受けた後、1757年10月28日にケンブリッジ大学トリニティ・カレッジに入学、1759年にM.A.の学位を修得した。
1782年7月31日/8月1日に在オーストリア領ネーデルラント公使アレイン・フィッツハーバートがブリュッセルを発つと、代理公使に就任、1783年4月に正式な公使に任命された。1783年4月14日に信任状を受けた。1789年7月初に休暇をとってブリュッセルを離れ、そのまま退任した。休暇にあたり、妻がブリュッセルに残って監督を務めたが、11月14日ごろに妻もブリュッセルを離れた。ブリュッセルでは本国召還の報せを届けず、後任の第7代エルギン伯爵トマス・ブルースが1792年9月に届けた。

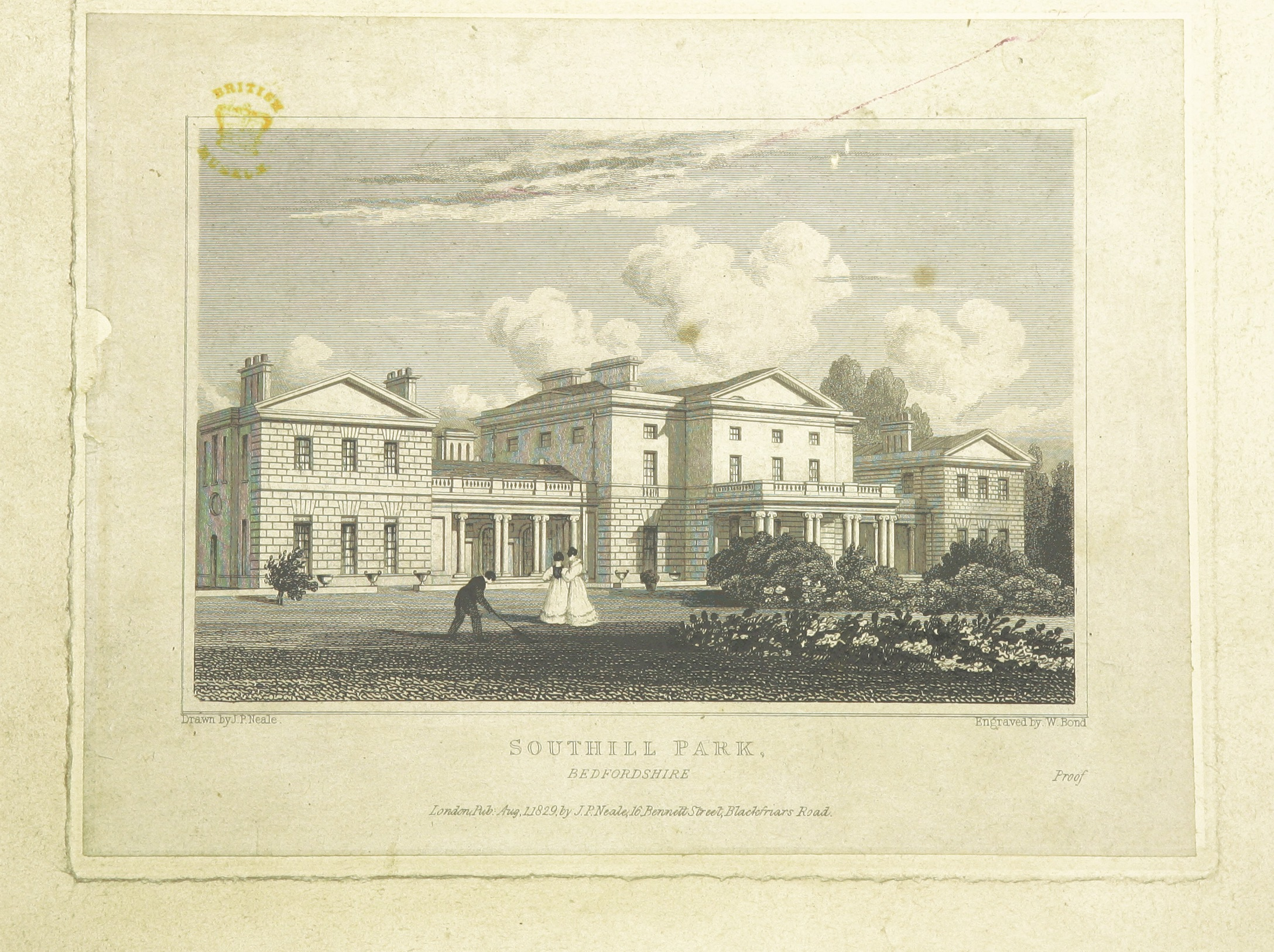
サウスヒル・パーク、1824年。

1795年、自領のサウスヒル・パークをサミュエル・ウィットブレッドに売却した。
1812年12月14日にハム・コモンで死去した。息子全員に先立たれたため、弟ジョンが爵位を継承した。

## 家族

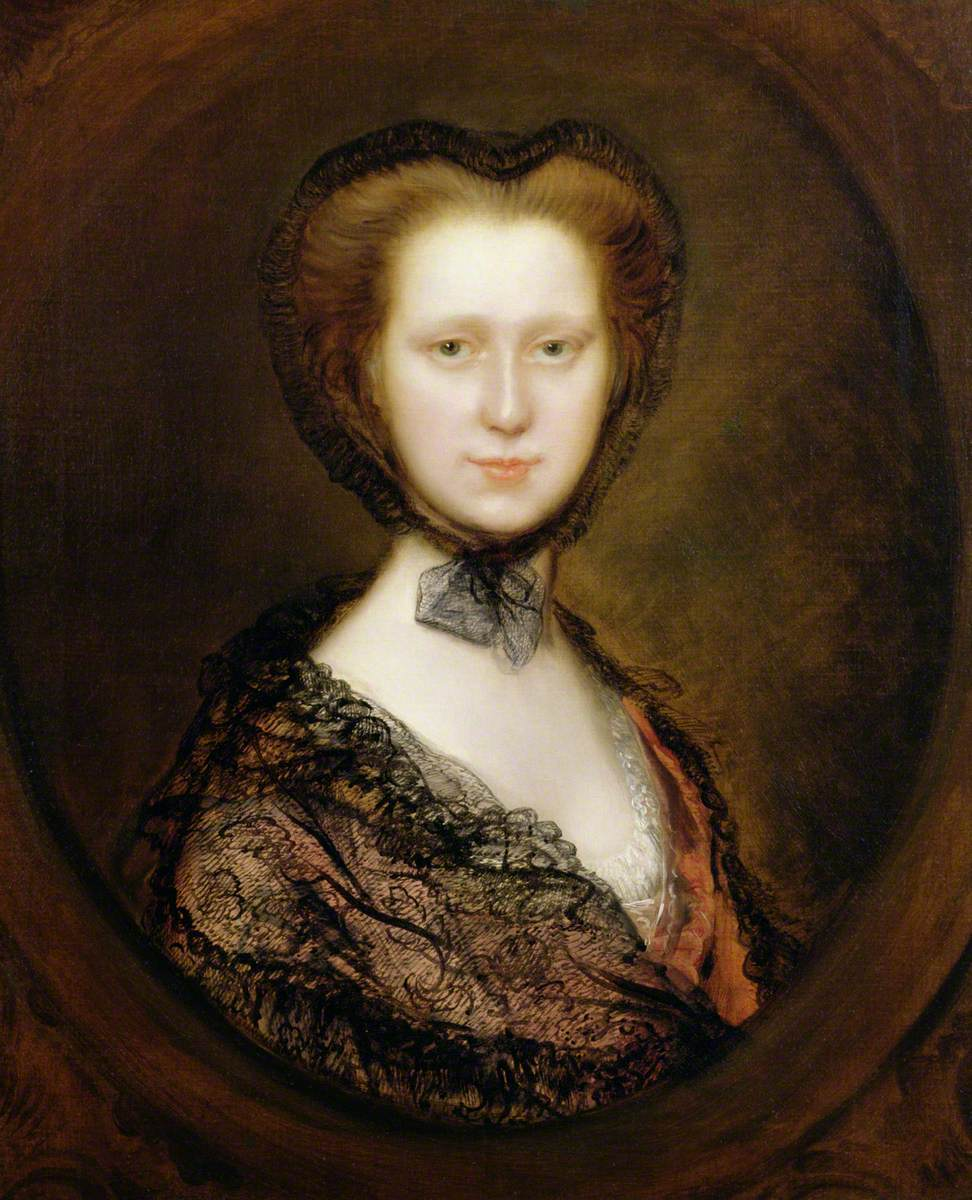
トリントン子爵夫人ルーシー、トマス・ゲインズバラ画。

1765年7月10日、ルーシー・ボイル（Lucy Boyle、1744年5月27日 – 1792年3月18日、第5代コーク伯爵ジョン・ボイルの娘）と結婚、3男4女をもうけた。
- ルーシー・エリザベス（1766年10月17日 – 1844年9月20日） - 1788年5月29日、初代ブラッドフォード伯爵オーランド・ブリッジマンと結婚、子供あり[6]
- ジョージアナ・エリザベス（1768年2月24日[7] – 1801年10月11日） - 1786年3月21日、第6代ベッドフォード公爵ジョン・ラッセルと結婚、子供あり[8]
- ウィリアム・ヘンリー（1770年11月23日没） - 夭折[1]
- イザベラ・エリザベス（1773年9月21日 – 1830年5月1日） - 1794年4月24日、第2代バース侯爵トマス・シンと結婚、子供あり[9]
- エミリー（1773年以降 – 1824年9月3日） - 1800年7月1日、ヘンリー・シーモア（Henry Seymour、1843年2月13日没、ロバート・シーモア卿（英語版）の息子）と結婚[10]
- ウィリアム・ヘンリー（1775年5月7日 – 1792年以前） - 生涯未婚[1]
- ジョージ（1777年2月24日 – 1792年10月13日） - 海軍軍人、生涯未婚[1]